# Atle Lie McGrath
Atle Lie McGrath (* 21. April 2000 in Burlington, Vermont, USA) ist ein norwegischer Skirennläufer. Er ist vor allem in den Disziplinen Riesenslalom und Slalom erfolgreich.

## Biografie
Sein Vater Felix McGrath war ebenfalls Skirennläufer und fuhr von 1984 bis 1990 für die Vereinigten Staaten im alpinen Skiweltcup, seine Mutter Selma Lie war Skilangläuferin. Als 16-Jähriger nahm Atle Lie McGrath im Dezember 2016 erstmals an FIS-Rennen und nationalen Meisterschaften teil. Dabei zeigte er vor allem in den technischen Disziplinen Slalom und Riesenslalom gute Leistungen. Die ersten Siege in FIS-Rennen gelangen ihm im April 2018, als er gleich drei Rennen in Folge für sich entscheiden konnte. Am 29. November 2018 stand er deshalb zum ersten Mal im Europacup im Einsatz. McGrath konnte sich in dieser Rennserie sogleich nahe der Spitze behaupten. Nur drei Wochen später, am 18. Dezember 2018, erzielte er als Zweiter des Riesenslaloms von Paganella die erste Europacup-Podestplatzierung. Fünf Tage nachdem er Dritter eines Europacup-Slaloms geworden war, hatte er am 12. Januar 2019 sein Weltcup-Debüt. Dabei schied er in Adelboden im ersten Durchgang des Riesenslaloms am Chuenisbärgli aus. Bei den Juniorenweltmeisterschaften 2019 im Fassatal gewann er die Bronzemedaille in der Kombination.
Am 23. Dezember 2019 gewann McGrath mit Rang 24 im Parallel-Riesenslalom von Alta Badia seine ersten Weltcuppunkte. Nach insgesamt zehn Podestplätzen gelang ihm am 14. Februar 2020 in der Kombination von Sella Nevea der erste Europacupsieg. Ein weiterer Sieg folgte sechs Tage später im Riesenslalom von Jasná. Damit entschied er die Gesamtwertung und die Riesenslalomwertung der Europacupsaison 2019/20 für sich. Am 20. Dezember 2020 stand McGrath bei einem Weltcuprennen erstmals auf dem Podest, als er beim Riesenslalom auf der Gran Risa in Alta Badia mit der hohen Startnummer 29 auf den zweiten Platz fuhr. Einen Monat später zog er sich am 8. Januar 2021 im Riesenslalom von Adelboden eine Bänderzerrung im Knie zu; zwar war keine Operation erforderlich, doch er musste die Saison vorzeitig beenden.
Am 9. März 2022 gewann McGrath erstmals ein Weltcuprennen, den Slalom von Flachau. Elf Tage später gewann er auch den Slalom beim Weltcupfinale in Méribel. In der Weltcupsaison 2022/23 begann er auch an Super-G-Rennen im Weltcup teilzunehmen. In dieser Disziplin stürzte er bei den Weltmeisterschaften in Courchevel und zog sich dabei einen Kreuzbandriss im linken Knie zu. Am 19. Januar 2025 gewann er mit dem Slalomklassiker in Wengen sein erstes Weltcuprennen nach fast drei Jahren ohne Sieg.

## Erfolge

### Weltmeisterschaften
- Courchevel 2023: 5. Alpine Kombination
- Saalbach 2025: 2. Slalom, 7. Mannschaftswettbewerb, 10. Riesenslalom

### Weltcup
- 15 Podestplätze, davon 3 Siege:

| Datum           | Ort     | Land       | Disziplin |
| --------------- | ------- | ---------- | --------- |
| 9. März 2022    | Flachau | Österreich | Slalom    |
| 20. März 2022   | Méribel | Frankreich | Slalom    |
| 19. Januar 2025 | Wengen  | Schweiz    | Slalom    |

### Weltcupwertungen
| Saison  | Gesamt | Gesamt | Super-G | Super-G | Riesenslalom | Riesenslalom | Slalom | Slalom | Parallel | Parallel |
| Saison  | Platz  | Punkte | Platz   | Punkte  | Platz        | Punkte       | Platz  | Punkte | Platz    | Punkte   |
| ------- | ------ | ------ | ------- | ------- | ------------ | ------------ | ------ | ------ | -------- | -------- |
| 2019/20 | 133.   | 16.    | –       | –       | –            | –            | 55.    | 9      | 35.      | 7        |
| 2020/21 | 56.    | 148    | –       | –       | 21.          | 120          | 44.    | 13     | 16.      | 15       |
| 2021/22 | 12.    | 534    | –       | –       | 17.          | 126          | 3.     | 348    | 3.       | 60       |
| 2022/23 | 20.    | 364    | 30.     | 45      | 18.          | 104          | 11.    | 215    | –        | –        |
| 2023/24 | 12.    | 459    | –       | –       | 8.           | 244          | 11.    | 215    | –        | –        |
| 2024/25 | 7.     | 668    | –       | –       | 14.          | 194          | 5.     | 474    | –        | –        |

### Europacup
- Saison 2019/20: 1. Gesamtwertung, 1. Riesenslalomwertung, 2. Slalomwertung, 2. Kombinationswertung, 4. Super-G-Wertung
- 12 Podestplätze, davon 2 Siege:

| Datum            | Ort         | Land     | Disziplin    |
| ---------------- | ----------- | -------- | ------------ |
| 14. Februar 2020 | Sella Nevea | Italien  | Kombination  |
| 20. Februar 2020 | Jasná       | Slowakei | Riesenslalom |

### Juniorenweltmeisterschaften
- Davos 2018: 7. Super-G, 13. Riesenslalom, 16. Abfahrt, 16. Super-Kombination
- Fassatal 2019: 2. Kombination, 4. Abfahrt, 19. Slalom, 30. Riesenslalom

### Weitere Erfolge
- 3 Siege in FIS-Rennen